# Vrbica (żupania osijecko-barańska)
Vrbica – wieś w Chorwacji, w żupanii osijecko-barańskiej, w gminie Semeljci. W 2011 roku liczyła 730 mieszkańców.